# Lagavulin
Pour le village, voir Lagavulin (village).
Lagavulin est une distillerie de whisky située à l’île d'Islay (à l'ouest de l’Écosse). C'est l'une des trois distilleries encore en fonctionnement sur la côte sud d’Islay, avec Ardbeg et Laphroaig.

## Historique
Fondée en 1816, la distillerie appartient aujourd’hui au groupe Diageo. Fondée sur le site d’anciennes distilleries illicites dont on retrouve la trace dès 1742, Lagavulin a connu plusieurs agrandissements successifs. Elle possède deux wash stills et deux spirit stills. Sa production est d’environ 1,7 million de litres d’alcool par an.

## Dégustation

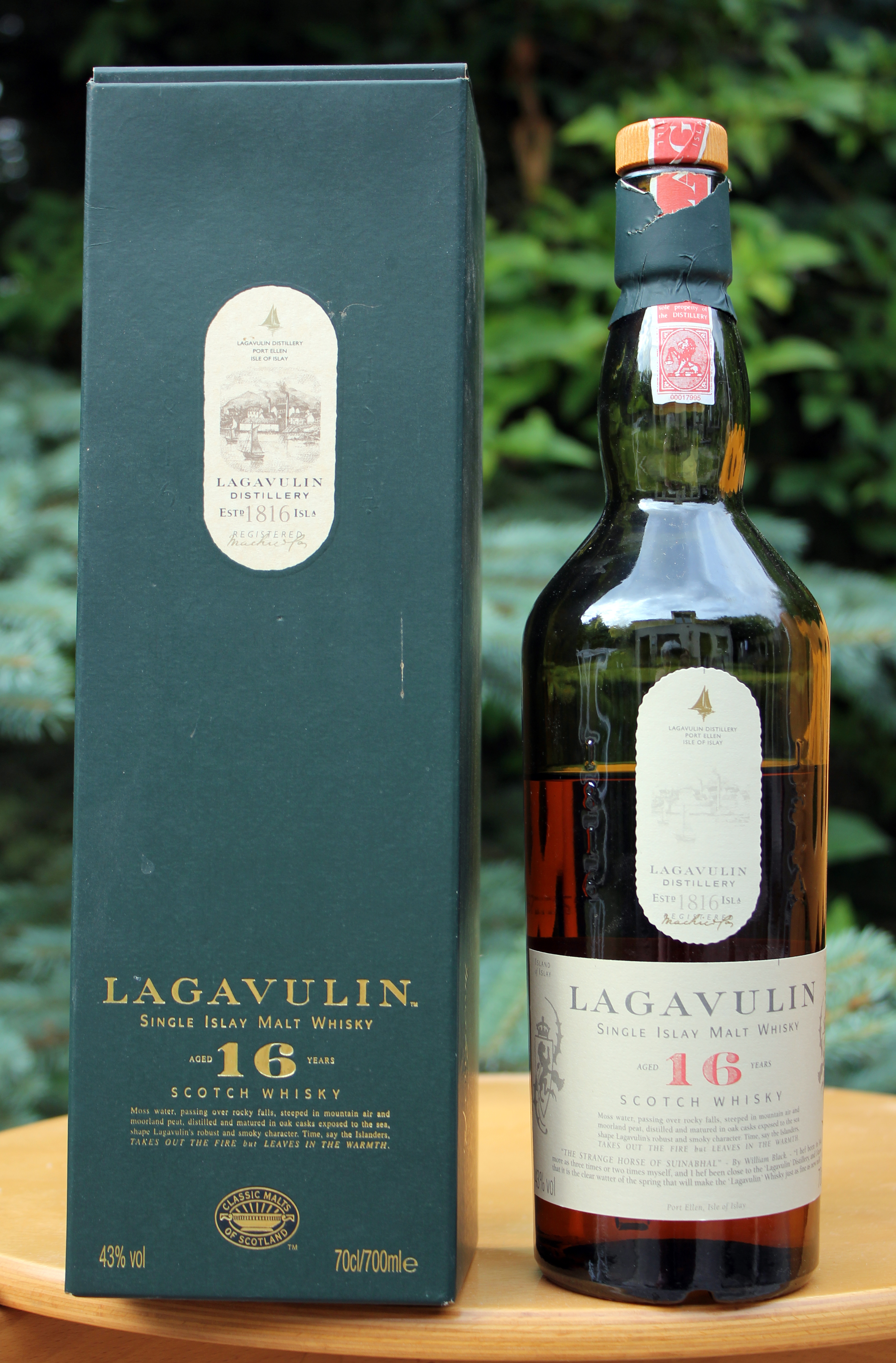
Bouteille de Lagavulin Single Islay Malt Whisky 16 ans.

Lagavulin produit un whisky caractérisé par la puissance des arômes de tourbe et de fumée, mais cependant moins monolithique que ceux produits par ses voisines de la côte est, du fait d'un vieillissement en fûts de sherry. Cette opération traditionnelle apparaît au nez par des arômes rappelant la noix, puis en bouche par une très légère sensation d'acidité, apparentée à celle que l'on trouve dans les spiritueux issus de raisins comme l'armagnac. Cela en fait un whisky équilibré et puissant, très intéressant à boire en fin de repas, mais à réserver aux inconditionnels en apéritif. En effet, les arômes intenses de tourbe et de fumée peuvent surprendre, voire être désagréables à un palais non averti.

## Versions

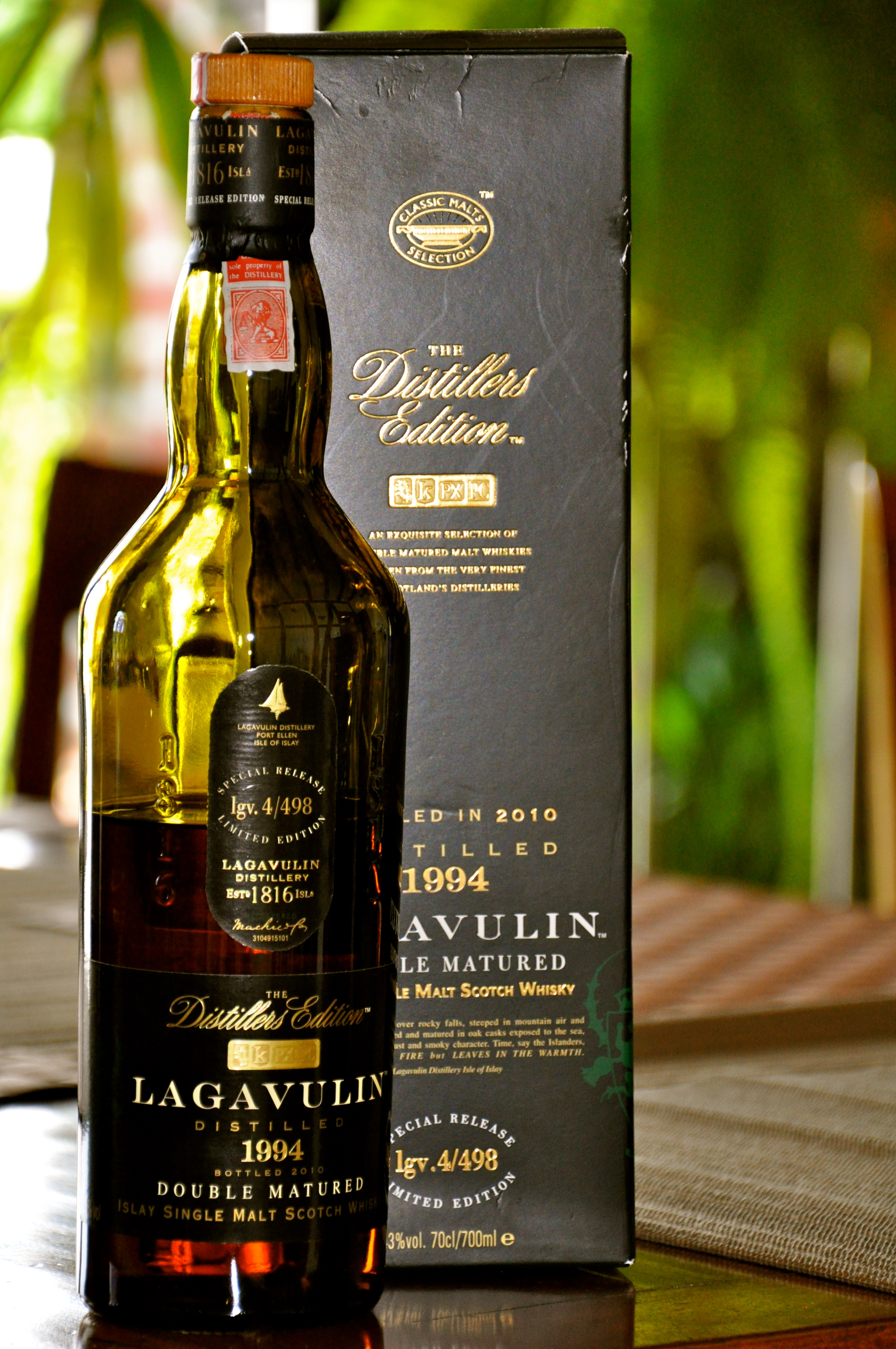
Lagavullin distillers edition

Dans l'embouteillage de la distillerie, plusieurs versions existent sur le marché :
- Lagavulin 12 ans special release cask strength (brut de fût), des versions dont l'année de mise en bouteille est indiquée sur la bouteille ;
- Lagavulin 16 ans qui est le fleuron de la gamme des Classic Malts of Scotland 43 % ;
- Lagavulin distillers edition (affiné dans des fûts de sherry de cépage Pedro ximénez) 43 % ;
- Lagavulin 21 ans, distillé en 1985 (édition limitée à 6 642 bouteilles, cask strength) 56,5 % ;
- Lagavulin 25 ans (édition limitée à 9 000 bouteilles, cask strength) 57,2 % ;
- Lagavulin 30 ans ;
- Lagavulin 12 ans 1980 43 %, une rareté, produite avant que les douze ans ne sortent en cask strength ;
- Lagavulin 1979 Murray Mc David ;
- Lagavulin 1984 Murray Mc David.
- Lagavulin 1981, 19 + (8+1=9) pour le 19 septembre 1985

## Culture populaire
- Le Lagavulin 16 ans est le whisky préféré du personnage Ron Swanson de la série Parks and Recreation de NBC. L'acteur qui joue Ron Swanson, Nick Offerman, est lui-même un buveur de Lagavulin dans la vraie vie. Cette caractéristique fut intégrée au personnage par les créateurs de la série, Michael Schur et Greg Daniels.
- Le personnage principal de la trilogie de Jean-Claude Izzo, Fabio Montale, est également grand amateur de Lagavulin.
- Thomas Lynley est flatté de l'honneur que lui fait son ami Simon Saint-James en lui offrant un Lagavulin, dans Le Cortège de la mort.
- Victor Strand, dans la série Fear the Walking Dead, est un grand amateur de Lagavulin au point de risquer sa vie.